# 拉齐奥大区
拉齐奥（義大利語：Lazio）是意大利的一个大区，其政府所在地为罗马。

## 历史
拉齐奥的名称来自于“拉丁姆”，即“拉丁人之地”，是古罗马发源的地方。东哥特人征服意大利后，拉齐奥成为东哥特王国的一部分。554年成为拜占庭帝国控制下的罗马公国的一部分，728年，教宗获得这一地区。从教宗依诺增爵三世开始的历代教宗逐渐加强了教会在拉齐奥的权力，直到16世纪中期拉齐奥并入教宗国。1870年攻占罗马后，意大利王国控制了拉齐奥。
1927年，原属于翁布里亚的列蒂省加入了拉齐奥。

## 文化
拉齐奥由於是羅馬城的所在地，曾經是羅馬帝國的文化和政治中心，在歷史上發揮了重要作用。这里的古代居民使用的语言拉丁語是现代意大利语，法语，西班牙语，葡萄牙语，罗马尼亚语等罗曼语的祖先。古罗马人使用的拉丁字母更是被绝大多数西方国家沿用至今。继承了古希腊文化的拉丁姆地区是著名的藝術和建築作品如巴洛克风格的發源地。

## 行政区划
| 省份           | 面积（平方千米） | 人口      | 人口密度 （每平方千米） |
| -------------- | ---------------- | --------- | ----------------------- |
| 弗罗西诺内省   | 3,244            | 496,545   | 153.1                   |
| 拉蒂纳省       | 2,251            | 543,844   | 241.4                   |
| 列蒂省         | 2,749            | 158,545   | 57.7                    |
| 羅馬首都廣域市 | 5,352            | 4,097,085 | 765.5                   |
| 维泰博省       | 3,612            | 314,690   | 87.1                    |

## 外部連結
- 拉吉歐大區